# Anne Wil Blankers
Wilhelmina Cornelia Maria (Anne Wil) Blankers (Rotterdam, 21 oktober 1940) is een Nederlands actrice. Ze is tweevoudig winnares van de toneelprijs de Theo d'Or (1976, 1985). In 1994 ontving ze de Theo Mann-Bouwmeesterring. Sinds 1996 is Blankers Ridder in de Orde van de Nederlandse Leeuw. Anno 2024 staat ze nog steeds op het toneel.

## Privéleven
Blankers komt uit een gezin met vijf kinderen en groeide op in Rotterdam. Anne Wil was de oudste naast twee zusjes en een broertje. Moeder was kapster en vader werkte bij een traiteur.
Na de toneelacademie ging Blankers op kamers wonen in Den Haag. Dat jaar, 1963, verloofde ze zich met Ger van Klaveren. Het huwelijk kwam een jaar later, in 1964.
Het echtpaar had elkaar voor het eerst ontmoet terwijl ze muziek aan het luisteren waren op de platenafdeling van De Bijenkorf. Anne Wil was toen 15. Ger 21. Omdat Ger niet katholiek was, waren de afspraakjes in het begin geheim. Ze moest de verkering uitmaken van haar ouders, wat ze deed. Na een nieuwe ontmoeting op straat vlamde de liefde weer op.
Ger van Klaveren overleed in 2022. Anne Wil had de jaren ervoor veel (mantel)zorg gehad om haar man, die aan Alzheimer leed.
De zorg voor haar man, samen met haar werk, zorgde voor een burn-out. Als gevolg daarvan werd het toneelstuk Wat ik moest verzwijgen (waarin ze de hoofdrol zou spelen en samen met zoon Christo) geannuleerd.
Het echtpaar kreeg drie kinderen. Christo van Klaveren, de oudste, is ook acteur. De middelste zoon heet Diederik. Hun enige dochter, Marjolein, was pas 32 toen ze in 2002 overleed. Zij had het Down-syndroom.

## Loopbaan

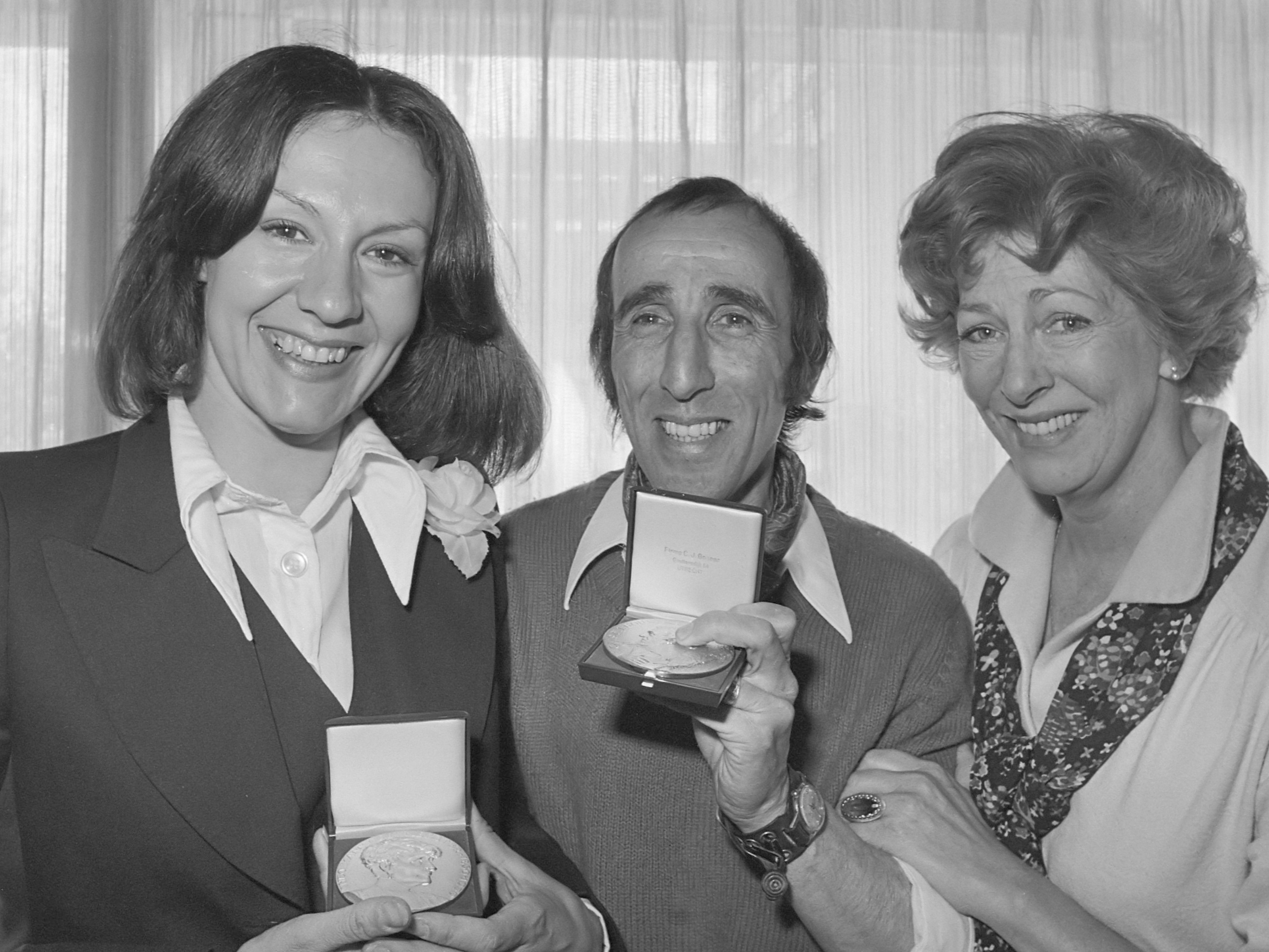
V.l.n.r. Anne Wil Blankers, Peter van der Linden en Ellen Vogel. Blankers ontvangt de Theo d'Or, van der Linden de Louis d'Or (1976)

Na de middelbare school deed Anne Wil Schoevers en werd secretaresse. Ondertussen speelde ze bij amateurtoneelgezelschap MagnaPete. De regisseur aldaar, Steye van Brandenberg, drong er op aan dat ze naar de toneelschool zou gaan. Ze meldde zich aan bij de Toneelacademie Maastricht.
"Mijn ouders vonden dat maar niks. ‘Dan ga ik wel als ik eenentwintig ben', zei ik tegen mijn vader. Waarop mijn vader zei: ‘Dan moet het nu maar'. Toen ik eenmaal drie maanden op de toneelschool zat, dacht ik: ‘hier ga ik nooit meer weg.' Na de toneelschool kreeg ik al heel snel mooie rollen. Mijn ouders zaten te stralen in de zaal. Dat was het mooiste cadeau aan mijn ouders. Ik ben heel gelukkig geworden door dit vak,” zegt Blankers in een interview.
In 1963 deed Blankers eindexamen bij de toneelacademie. Zij debuteerde in datzelfde jaar bij de Haagse Comedie. Ter voorbereiding op haar eerste, meteen grote rol als Desdemona in Shakespeare's Othello ging ze bij actrice Fie Carelsen in de leer. Blankers: "Zij heeft mij met gesprekken en aanwijzingen enorm geholpen. Als ik binnenkwam, zat zij als een vorstin in haar stoel en vroeg: wat heb je gedaan vandaag? Dan deed ik een lange rok aan en speelde voor wat wij de dag hadden gerepeteerd."
Blankers bleef bij de Haagse Comedie, totdat die in 1988 werd opgeheven.
De uitzending van het toneelstuk De Postmeester op 2 december 1965 was het televisiedebuut van Blankers. Ze speelde samen met Hans Tiemeyer en Jules Croiset. Daarna zouden nog vele rollen in films en series volgen. Haar grootste televisierol was die van Hanna Huisman in Prettig Geregeld. Vanaf 1988 liep de serie vier seizoenen bij de NCRV. Ze speelde samen met Peter Faber en Mieke Verstraete in deze serie.
Blankers vierde in december 2013 haar vijftigjarig jubileum op het toneel. Ruim tien jaar later staat Anne Wil Blankers nog steeds op het toneel. In 2023 met de monoloog Anne Wil vertelt en tot en met maart 2024 met het stukFokker, Blankers,Tol. "Zolang er rollen voor oude vrouwen worden geschreven, speel ik die dan maar. Nee, dat is niet uit angst om vergeten te worden, zo voel ik het niet. Ik wil vooral niet lui worden, die neiging heb ik," aldus Blankers in een interview met De Volkskrant.
Vanaf november 2024 staat ze op de planken met het toneelstuk Galery the Waverly.

## Trivia
- Anne Wil studeerde in 1963 met drie anderen af aan de toneelacademie: Els van Rooden, Jaap van Donselaar en Herman Lutgerink.
- In 1995 werkte Blankers (met Bouwmeesterring) mee aan een reklamecampagne voor KPN. De Volkskrant wist te melden dat ze er geen geld voor kreeg, maar er een bijdrage naar een goed doel ging.[9]
- In 1996 haalde Blankers 35.000 gulden op voor de bouw van wasserette ´Valentina´ op Curaçao. De wasserette was een werkervaringsplaats voor jongeren met een verstandelijke beperking.[10]
- Anne Wil speelde drie keer koningin Wilhelmina: in het toneelstuk Je Maintiendrai, in de televisieserie Wilhemina en in de musical Soldaat van Oranje.
- De bouwmeesterring gaf Blankers in 2010 door aan Ariane Schluter.[11]

## Theater
- Othello van William Shakespeare (1963/1964) - als Desdemona
- De methode Ribadier van Georges Feydeau (1965)
- School voor vrouwen van Molière (1967) - als Agnes
- Van de brug af gezien van Arthur Miller (1967) - als Catherine
- Soldaten van fortuin van Thomas Otway (1970)
- Rondedans van Arthur Schnitzler (1971)
- Driekoningenavond of Alles mag van William Shakespeare (1971)
- Schakels van Herman Heijermans (1972) - als Marianne
- Tartuffe van Molière (1973)
- De Meeuw van Anton Tsjechov (1973) - als Nina
- Begeerte onder de olmen van Eugene O'Neill (1974)
- Elektra van Sophocles (1975/1976) - als Elektra
- Zomergasten van Maksim Gorki (1976)
- Hedda Gabler van Henrik Ibsen (1977) - als Hedda Gabler
- Maria Stuart van Friedrich Schiller (1977) - als Maria Stuart
- Een dag uit de dood van verdomde Loewietje van Peter Nichols (1978/1979) - als Sheila
- De Driestuiveropera van Bertolt Brecht (1981)
- Phèdre van Jean Racine (1982) - als Phèdre
- Ware Liefde van Tom Stoppard (1984)
- De Troonsafstand van Ruth Wolff (1985) - als Christina van Zweden
- Droom van een vrouw van Alan Ayckbourn (1986/1987) - als Suzan (samen met zoon Christo)
- Hebriana van Lars Norén (1989)
- Maria Stuart van Friedrich Schiller (1991) - als Elizabeth I
- Heldenplatz van Thomas Bernhard (1991)
- Shirley Valentine van Willy Russell (1990/1991) - als Shirley Valentine
- De Markiezin van Noël Coward (1992) - als Markiezin Eloise de Kestournel
- Bobby Fischer is alive and lives in Pasadena van Lars Norén (1993) - als Regina Wender Fischer
- Kleine zielen van Couperus (1993) - als Constance van der Welcke
- Eind goed, al goed van William Shakespeare (1995) - als Weduwe uit Florence
- Titus Andronicus van William Shakespeare (1997) - als Tamora
- Hooikoorts van Noël Coward (1997/1998) - als Judith Bliss
- Je Maintiendrai van Ton Vorstenbosch (1998/1999) - als Koningin Wilhelmina
- De verlossing van Hugo Claus (1999) - als Marleen
- Het huis van Bernarda Alba van Federico García Lorca (2001) - als Bernarda Alba
- Vogels van Haye van der Heyden (2001) - als Jozefine (Joost)
- Lied in de schemering van Noël Coward (2001/2002) - als Hilde
- Glazen speelgoed van Tennessee Williams (2003/2004) - als Amanda Wingfield
- Trouw van Joanna Murray-Smith (2004/2005) - als Lieve
- Cabaret (musical) (2005/2006) - als Fräulein Schneider
- Moeder Courage van Bertolt Brecht (2008) - als Anna Fierlinga
- Liefdesbrieven van Albert Ramsdell Gurney, Jr (2007/2010) - als Melissa
- De grote zaal van Jacoba van Velde (2010) - verschillende personages
- Lente van Haye van der Heyden (2010/2011) - als Marja
- Soldaat van Oranje (musical) van Theu Boermans (2011 & 2012 & 2014) - als Koningin Wilhelmina
- Madame Rosa, naar de roman van Romain Gary (2013/2014) - als Rosa
- Moeders en zonen, naar het stuk Mothers and sons van Terrence McNally - als Katherine (2016/2017)
- Driving Miss Daisy naar een stuk van Alfred Uhry - als Miss Daisy (2017/2018)
- Het oog van de storm van Florian Zeller - als Madeleine (2021/2022)
- Anne Wil Blankers vertelt - als zichzelf (2023)
- Fokker, Blankers, Tol van Marijke Schermer - als Bee (2023/2024)
- Galery the Waverly van Kenneth Lonergan - als grootmoeder (vanaf november 2024)

## Televisie
- 1965 De postmeester (KRO)
- 1968 Een scene in de nacht (AVRO)
- 1971 Karakter (AVRO)
- 1972 Weet u waar de Rozenlaan ligt (AVRO)
- 1973 Tijl Uilenspiegel (AVRO)
- 1973 De sterkere (TROS)
- 1977 Standrecht (naar het verhaal 'Marion' uit Bloemen voor Nippon van Augusta Lampe) - als Marion West (NCRV)
- 1978 Hij en Zij (KRO)
- 1978 Het beste deel (NCRV)
- 1979 Een blik van verstandhouding (TROS)
- 1979 Vergif (Veronica)
- 1980 Tenslotte ben je geen kind meer - als moeder Van der Meulen (Teleac)
- 1981 Jan Rap en z'n maat (Veronica)
- 1982 De weg - als Janny Lanphen-van Steenderen-Majoor (KRO)
- 1985 Mensen zoals jij en ik - als Juf Uit den Bogaard (AVRO)
- 1986 De gevangene - als Hermien (AVRO)
- 1986 Dossier Verhulst - als mevrouw Donker (TROS)
- 1988-1991 Prettig geregeld - als Hanna Huisman (NCRV)
- 1999 Retour Den Haag - als Ien Dales (VPRO)
- 2001 Wilhelmina - als Koningin Wilhelmina (NCRV)
- 2007 Stellenbosch - als Anneke Keppel (VPRO)
- 2015 Goedenavond dames en heren - als Mevrouw Tresfon (MAX)

## Radio
- 1970 Molly Blooms monoloog (het titelloze slothoofdstuk van Ulysses door James Joyce[12]

## Film
- 1966 Eiland (van Erik Terpstra, met een rolletje voor baby Christo)
- 1975 Flanagan (van Adriaan Ditvoorst)
- 1975 Noorderwind (van Floor Foelkel)
- 1978 De mantel der liefde (van Adriaan Ditvoorst)
- 1978 Een been om op te staan (van Victorine Habets)
- 1979 Erik of het klein insectenboek (van Godfried Bomans)
- 1982 De moeder van David S. (van Yvonne Keuls)
- 1982 Knokken voor twee (van Karst van der Meulen)
- 1985 Dutch Girls (van Giles Foster)
- 2002 Lilo & Stitch - Grand Councilwoman (stem, Nederlandse versie)
- 2005 Leef! (van Willem van de Sande Bakhuyzen)
- 2017 Het Verlangen (van Joram Lürsen)

## Prijzen
- 1967 - Colombina voor haar vertolking van Agnes in School voor vrouwen van Molière
- 1976 - Theo d'Or voor haar vertolking van Elektra in Elektra van Sophocles
- 1985 - Theo d'Or voor haar rol in De troonsafstand van Ruth Wolff
- 1985 - Gouden Hart van Rotterdam voor haar rol in De troonsafstand van Ruth Wolff
- 1989 - Gouden Hart van Rotterdam voor haar rol in Shirley Valentine van Willy Russell
- 1994 - Theo Mann-Bouwmeesterring
- 2007 - Den Haag Marketing Promotieprijs voor de theatervoorstelling Liefdesbrieven (speelde ze samen met Paul van Vliet.[13]